# Иньяпин
Иньяпин (порт. Inhapim) — муниципалитет в Бразилии, входит в штат Минас-Жерайс. Составная часть мезорегиона Вали-ду-Риу-Доси. Входит в экономико-статистический микрорегион Каратинга. Население составляет 24 332 человека на 2007 год. Занимает площадь 847,837 км². Плотность населения — 28,7 чел./км².
Праздник города — 17 декабря.

## История
Город основан 17 декабря 1938 года. 

## Статистика
- Валовой внутренний продукт на 2004 год составляет 72 875 131,00 реалов (данные: Бразильский институт географии и статистики).
- Валовой внутренний продукт на душу населения на 2004 год составляет 2965,00 реалов (данные: Бразильский институт географии и статистики).
- Индекс развития человеческого потенциала на 2000 год составляет 0,709 (данные: Программа развития ООН).